# Ånd
Ånd er et udtryk, der bruges om menneskets (højere) tænkning, sjæleliv og bevidsthed, således som den udfolder sig i for eksempel filosofi, kunst, videnskab, kultur og religion. Fænomener som fornuft, intelligens, overvejelse, ide, værdi, forestilling, fantasi og kreativitet kommer således ind under begrebet ”ånd”.
Tillægsordet "åndelig" betegner det, som vedrører menneskets bevidsthed, tænkning, kunstneriske virksomhed, intellektuelle begavelse, kulturliv eller religion. Ny forskning viser, at 82 procent af den danske befolkning oplever at have stærke åndelige behov.
At være åndfuld er at være begavet eller indsigtsfuld, mens det at være åndløs er at være ideforladt eller mangle sans for åndelige værdier. At være åndssvag er at have nedsat intelligens.
Åndsfrihed er retten til at danne sig sine egne meninger og forestillinger og udtrykke dem uden censur og undertrykkelse af synspunkter.
I betydningen "bevidsthed" kan man groft set dele begrebet i to: Begrebet ånd kan både betegne (1) menneskets mentale dimension og (2) den ikke-materielle del af menneskets eller verdens natur. Ånd kan også bruges om et menneskes sindstilstand.

## Etymologi
Ordet ånd er sprogligt beslægtet med ”åndedræt”. Forbindelsen mellem ”ånd” og ”åndedræt” ses i flere andre sprog. Det hebraiske ord ruach (רוּחַ) betyder både ”ånd”, ”åndedræt” og ”vind”. Det græske ord ”pneuma” (πνεῦμα) betyder ligeledes både ”ånd”, ”åndedræt” og "vind". Det latinske ord ”spiritus” (ånd) kommer af verbet ”spirare” (ånde, blæse). Åndedrættet blev altså set som et tegn på, at et væsen indeholdt mere en blot noget fysisk eller kødeligt.

## Anvendelser

### Biologi
Inden for biologien bruges ånd mest som betegnelse for åndedræt som livsbetingelse (jævnfør udtrykkene som "livsånde" og "opgive ånden" når man dør).
I biologisk sammenhæng kan "ånd" nogle gange også bruges metaforisk til at beskrive essensen eller den unikke karakter af en organisme eller et system. "Ånd" kan således referere til egenskaber, der ikke er direkte målbare eller observerbare, men som stadig er vigtige for at forstå organismens funktion og adfærd. Biologer foretrækker dog generelt at bruge mere præcise og observerbare termer, når de diskuterer egenskaber og processer i levende organismer.

### Kunst
Ånd og åndelighed har spillet en rolle i kunsten frem til i dag. Tidligere var det et af kunstens hovedformål. Begrebet "ånd" i kan have forskellige betydninger og fortolkninger i moderne kunst, da kunstnere ofte udforsker og udtrykker komplekse ideer og følelser på forskellige måder. Åndelighed og begrebet ånd har manifesteret sig på forskellige måder i værker skabt af forskellige kunstnere inden for moderne kunst.
Den russiske kunstner Wassily Kandinsky var en pioner inden for abstrakt kunst og blev kendt for at udforske forbindelsen mellem farver og følelser. Hans malerier som "Composition VII" og "Improvisation 28" anses for at have en åndelig dimension, hvor han forsøger at formidle følelsen af det transcendente gennem abstrakte former og farver. Kandinsky var synæstetisk, hvilket betyder, at han oplevede forbindelser mellem farver, former og lyde på en måde, der ikke er typisk for de fleste mennesker. Han troede, at farver og former havde en dyb spirituel betydning og kunne vække åndelige følelser. Han udforskede disse ideer i sit banebrydende værk "Concerning the Spiritual in Art" fra 1911. Kandinsky var en af de første kunstnere, der skiftede til fuld abstraktion, hvor han bevægede sig væk fra at repræsentere genkendelige objekter til at arbejde med ren form og farve. Han mente, at abstraktionen kunne nå dybere lag af åndelighed ved at omgå det konkrete og nå ind til det universelle.
Den amerikanske maler Georgia O'Keeffe er kendt for hendes abstraktioner af naturlige former, især blomster. Hendes værker som fx. "Black Iris" og "Sky Above Clouds IV" har undertoner af åndelighed og forbindelse til naturen. O'Keeffe var kendt for at forstørre og isolere objekter, især blomster, i hendes malerier. Dette skabte en nærmest abstrakt oplevelse, hvor beskueren kunne fordybe sig i detaljerne. Denne fordybelse kunne give en følelse af meditation eller åndelig refleksion. Mange af O'Keeffes værker, især blomsterne, blev set som symbolske og kunne repræsentere mere end blot naturen. De blev betragtet som åndelige ikoner, der kunne indgyde en følelse af det sublime - en fordybelse i noget større og mere transcendental.
Mark Rothko, en af hovedpersonerne i den abstrakte ekspressionisme, skabte store, farveintensive malerier, hvor farverne og deres arrangement skulle skabe en dyb følelsesmæssig oplevelse. Flere af hans værker som "No. 61 (Rust and Blue)" og "White Center" er blevet fortolket som åndelige og meditative. Rothkos farvevalg og arrangementer blev omhyggeligt udvalgt for at påvirke beskuerens følelser. Han mente, at farverne havde en dyb psykologisk virkning og kunne skabe en åndelig eller meditativ oplevelse. De store farvefelter i Rothkos malerier har en vis intensitet, og de inviterer beskueren til at fordybe sig i farvernes dybde. Dette kunne skabe en form for åndelig oplevelse, hvor beskueren følte sig trukket ind i maleriets indre rum.
Andre moderne kunstnere, der indarbejder en åndelig dimension, er blandt andre Yves Klein, James Lee Byers og Anish Kapoor. I Danmark var billedhuggere som Bertel Thorvaldsen og Sonja Ferlov på forskellig vis optaget af ånd.

### Historie
Ånd har haft en betydning i moderne historieskrivning, hvor der også tales om åndshistorie. Betegnelsen dækker over studiet af ideernes, tankernes og princippernes historie samt den kulturelle og kunstneriske udvikling. I åndshistorie undersøger man, hvordan intellektuelle ideer og ideologier har formet samfundet og kulturen, og hvordan disse tanker har udviklet sig over tid. Dette kan omfatte analyser af litteratur, filosofi, kunst, videnskab og andre kulturelle udtryksformer. Tilgangen søger at afdække de dybere intellektuelle og kulturelle strømninger, der har påvirket samfundets udvikling.
Det er vigtigt at bemærke, at begrebet åndshistorie er tæt forbundet med den tyske tradition for historiefilosofi og humaniora. Dette felt har produceret betydelige intellektuelle som Johann Gottfried Herder, Wilhelm Dilthey og andre, der har bidraget til at forme forståelsen af, hvordan ideer og kultur påvirker historien. "Geistesgeschichte" er et tysk udtryk, der stammer fra Friedrich Schlegel i 1808 og oversættes til "åndshistorie" på dansk. Dette udtryk refererer i tysk kultur til studiet af ideer, tanker og intellektuelle bevægelser gennem tidens løb. Åndshistorie går ud over traditionel politisk og økonomisk historie og fokuserer i stedet på udviklingen af ideer, filosofi, religion, kultur og intellektuelle strømninger.
Studiet af åndshistorie søger ofte at forstå, hvordan menneskelig ånd og åndelighed har været en konstant drivkraft i menneskets udvikling og kulturelle udtryk. Det kan være en tværfaglig tilgang, der kan involvere elementer af teologi, filosofi, antropologi, kunsthistorie og andre discipliner. Åndshistorie er tæt beslægtet med faget idehistorie.

### Filosofi
Åndsbegrebet har betydning i senere filosofi, mens de oldgræske filosoffer Platon og Aristoteles taler om ideer og dyder. I Platons er det egentlige og virkelige almenbegrebet - det, han kaldte ideer - mens de fysiske fænomener, man kan iagttage, blot var skyggebilleder af ideen. Ideerne er tingens form (gr. eidos) eller væsen (gr. ousia) Ideerne bliver hos Platon erkendt ved en slags syn; man skuer ideerne (idé: af idein, at se). Denne skuen af ideerne, som er fornuftens mål, optræder i dialogen, og den forudsætter maieutik (fødselshjælp, jordmoderkunst). Ideerne er "urbilledet" (paradeigma) for alle ting. De er uforanderlige og før enkelttingene (lat.universale ante rem), der kun har del i disse (gr. methexis).
Aristoteles’ etik fremsætter den første dydsetik. Målet for livet er lykke, eudaimonia. Vi opnår dette ved at være fornuftige og have en god karakter, der består af dyder. En dyd er ifølge Aristoteles det karaktertræk, der ligger et sted imellem to ekstremer. At besidde mod ligger således midt mellem det at være en kujon og det at være overmodig og ubesindig. Mennesket er selv ansvarligt for sin sjæls karakter.
Det åndelige aspekt fik også betydning i den hellensk-romerske filosofi kaldet stoicisme. Kernen i stoicismen er, at der ikke findes nogen højere autoritet end fornuften. Konsekvensen er, at den verden - naturen - som fornuften præsenterer os for, er den virkelige verden. Der findes ikke noget højere eller bagvedliggende, der ikke kan sanses og erkendes gennem fornuften. Naturen er bestemt og reguleret af rationelle principper. Den rationelle ånd, der gennemsyrer alt i naturen – også mennesket – er det, som skal forstås som Gud. Dermed er Gud ikke uden for denne verden, men en uadskillelig del af den. Gud er verdens selvbevidsthed.
Rene Descartes fremsatte sin bevidsthedsfilosofi i sit værk Metafysiske meditationer. Descartes brugte den klassiske skepticismes argumenter til at frembringe en metodisk tvivl, også kaldet Kartesiansk skepticisme. Via forskellige klassiske argumenter, især kritik af sansernesåede han tvivl om alt, selv eksistensen af omverdenen uden for sit ego (jeg) (se Solipsisme): 
"Alt, hvad jeg hidtil har anset for at være det mest sande og sikre, har jeg lært af sanserne. Men af og til har jeg erfaret, at sanserne bedrog mig, og det er klogt, aldrig at stole fuldstændig på den, der blot én gang har narret os.". 
Herefter finder Descartes sit grundlag for den sikre viden, nemlig den sikre viden om, at vi selv eksisterer. Selv om vi tvivler om alt, må vi tro på, at der er en der tvivler, og dette er således sikkert. Denne tanke udtrykkes i det kendte slagord Cogito, ergo sum (Principia Philosophiae, første del, § 7), der betyder Jeg tænker, altså er jeg.
Ifølge den tyske filosof Georg Wilhelm Friedrich Hegel er verdensånden en overindividuel bevidsthed, der former historiens udvikling. I sit værk Åndens fænomenologi beskriver han denne som udvikling af fornuften og friheden. Hegel, der står som romantikkens mest kendte filosof, er idealist og metafysiker. Alt i universet hænger ifølge Hegel sammen i én helhed, og hvad vi kalder virkeligheden, er ikke en idé eller noget fysisk bag ved vores erfaring, men derimod den store sammenhæng i den. Universet eksisterer kun i menneskets sammenlagte bevidsthed, dvs. verdensåndens bevidsthed, og det er kun virkeligt i sin helhed, for en enkelt del kan ikke eksistere alene. Denne holisme gælder på alle områder. Hegels grundtanker genfindes bl.a. i hans syn på selve tænkningen, som han mener udvikler sig dialektisk. Det vil sige, at enhver begivenhed samtidigt både skyldes og er en tanke hos verdensånden, og at samme begivenhed straks skaber sin modsætning eller modbegivenhed. Det giver en spænding eller en kamp, som resulterer i en højere enhed, en syntese, hvor tese og antitese er forenet i noget højere. Men også denne nye, højere enhed skaber sin egen modsætning, og resultatet bliver igen en endnu højere enhed, en ny syntese, og så videre. På den måde udvikler verdensånden sig hele tiden mod en stadig højere bevidsthed, som viser sig både i det enkelte menneske (den subjektive ånd) og i familie, samfund og stat (den objektive ånd), men også i kunst, religion og filosofi, hvor filosofien er udtryk for den højeste (den absolutte ånd). Slutstadiet er den absolutte tilstand eller fornuft, hvor verdensånden og filosofien fuldendes.
Filosoffen Hannah Arendt ser generelt på det vigtige i, at mennesket bliver født ind i verden til at deltage i handlende fællesskaber. I bogen Åndens liv redegør hun dog for ånden som menneskets åndelige liv og for den betydning, som dette åndelige liv har haft for udviklingen af den vestlige civilisation. Det fører hende til at udforske selve tanken, således som den kommer til udtryk i mennesket i dets kontemplative liv. Mens hun i andre værker ser på det ydre liv i samfundet, ser hun her dermed på indre liv som det mest grundlæggende. Andre nyere og vigtige åndsfilosoffer er blandt andre Markus Gabriel og Alan Watts. Allan Watts var en britisk forfatter, taler og filosof, der blev kendt for at popularisere østlig filosofi og religion for et vestligt publikum. Hans tanker har haft en vedvarende indflydelse på popkulturen og selvudviklingsområdet.
I Danmark hos filosoffen Søren Kierkegaard er ånden først og fremmest den enkeltes selvbevidsthed. Menneskets mål er således at blive ånd ved at blive bevidst om sig selv. Denne proces går gennem fortvivlelsen og kane føre mennesket frem til troen. Kierkegaard regnes ofte for at være den største danske filosof og for at være grundlægger af eksistentiel filosofi. Filosoffen Alex Riel påpeger i bogen Noetisk naturfilosofi, hvordan natur og ånd er blevet tænkt sammen før i tiden. Bogen følger de vestlige naturfilosoffers syn på ånd gennem 2000 år, fra oldtiden til i dag. Ifølge forfatteren er det nødvendigt at genfinde et åndeligt natursyn i det 21. århundrede for at overvinde tidens udfordringer.
For filosoffen Anders Dræby handler åndelighed om at opnå en opvågnen fra en form for åndelig søvn, og det kræver, at man bliver mere bevidst om sig selv, sin død og sin tilværelse. Åndelighed er tæt knyttet til visdom, som er den dybere indsigt i livet, der kan hjælpe en til at vågne op og blive forbundet til sit indre selv, så man kan finde meningen og formålet med sit liv. Her er filosofien hverken New Age eller akademisk analyse, men bliver en praksis, der genopliver gamle traditioner for at hjælpe mennesket til at blive hel og del af en helhed. Filosoffen Brian Mårtensson ser til gengæld i bogen Ånd og ideal på fire store åndrige drømme: drømmen om menneskeheden, drømmen om kærligheden, drømmen om livet og drømmen om lykken. Hensigten med bogen er at give eftertanke til, at det åndelige må have relevans for det moderne menneske.

### Sociologi
Max Webers hovedværk Den protestantiske etik og kapitalismens ånd har haft afgørende betydning for forståelsen af fremkomsten af den moderne vestlige kapitalisme og dennes selvmodsigelser: lystbetonet forbrugersamfund kombineret med protestantisk arbejdsmoral.
Den tyske sociolog Hartmut Rosa arbejder ud fra en kritisk teoretisk tilgang med acceleration og fremmedgørelse i højhastighedssamfundet. Han demonstrerer i bogen Resonans, at den åndelige dimension er vigtig for det moderne menneskes mulighed for at blive en del af verden og få et godt liv. Mennesket må have resonans med verden for at kunne virkeliggøre livet. Det moderne menneske lever således i en fremmedgjort verden, hvor det kan finde liv i meditation og tro.

### Antropologi
Den engelske antropolog Gregory Bateson viser i bogen Ånd og natur, at der er sammenhænge mellem alle levende væsener på kloden. I Danmark blev Bateson kendt i bredere kredse, da Harry Mortensen oversatte hans bog til dansk. Bogen er en gennemgang af hans grundlæggende tanker og teorier. Han arbejdede blandt andet med at udbrede systemteori og kybernetik indenfor adfærdsteori.

### Sundhedsvidenskab og sygepleje
De senere år er begrebet åndelig omsorg vundet meget frem i sundhedsvæsenet. Begrebet betegner en tværfagligt praksis, der retter sig mod patienter og borgere, som gennemlever svære livsomstændigheder. Det gælder ikke mindst døende patienter. Udsigten til døden kan føre til, at en patient stiller spørgsmål relateret til livets mening, såsom "Hvorfor sker dette for mig?”.
Den åndelige omsorg er både en del af sygepleje og lægevidenskab. Det Etiske Råd anbefaler især åndelig omsorg til døende. Niels Christian Hvidt blev i 2017 udnævnt til Danmarks første professor i åndelig omsorg for døende ved Syddansk Universitet. Hvidt redigerede sammen med Vibeke Stenfeldt og Dorte Viftrup antologien Åndelig omsorg, der ud fra et tværfagligt perspektiv ser på, hvorfor og hvordan den åndelige omsorg bør have en mere central rolle i sundhedsvæsenet. Forskeren Vibeke Graven har beskæftiget sig særligt med åndelig omsorg på hospice. Også andre som Anne Elsebet Overgaard har beskæftiget sig med det voksende område. En anden dansker er filosoffen Finn Thorbjørn Hansen, som viser, hvordan filosofien kan anvendes i åndelig omsorg.
Forskning viser, at åndelig omsorg fra sygeplejersker og læger kan resultere i øget tilfredshed hos patienter, reduktion af angst og depression under indlæggelse, reduceret indlæggelsestid og generelt forbedret livskvalitet.

### Psykologi
Inden for psykologien er det ikke almindeligt at anvende begrebet ånd, men der findes undtagelser. Psykologen og forskeren Henrik Høgh-Olesen har redigeret bogen Ånd og natur, der ser på begrebets betydning i psykologien. Den moderne psykologis beskæftigelse med området går historisk tilbage til den amerikanske psykolog William James, der viste, at man kunne undersøge religiøse erfaringer videnskabeligt. En anden vigtige pioner var Rudolf Steiner, der så emnet som del af psykologien Hos Jung anvendes begrebet ånd i mindre omfang som en del af det ubevidste, der også kan forstås som højere bevidsthed:
Svend Brinkmann udgav i 2021 bogen Mit år med Gud, hvor han beskæftiger sig med tro. Bogen undersøger tilværelsens religiøse dimension ud fra et psykologisk perspektiv.

### Psykoterapi
Ånd har flere forskellige betydninger i psykoterapi afhængigt af den terapeutiske tilgang og klientens individuelle behov. Det er vigtigt at bemærke, at ikke alle former for psykoterapi inkluderer en åndelig dimension, og at terapeuter tilpasser deres tilgang til klientens behov og ønsker. Det er vigtigt at bemærke, at ikke alle former for psykoterapi inkluderer en åndelig dimension, og at terapeuter tilpasser deres tilgang til klientens behov og ønsker.
Viktor Frankl sporer det åndelige i menneskets søgen efter mening i livet. Dette er grundlaget for Logoterapi. Logoterapi har taget navn efter det græske ord logos, der både kan betyde ord, fornuft og mening. I logoterapien er det den åndelige og eksistentielle forståelse af ordet logos som mening, der lægges vægt på Logoterapien er baseret på den antagelse, at menneskets indre drivkraft og motivationsfaktorer er en åndelig søgen efter mening med tilværelsen. Oplevelserne i koncentrationslejren bekræftede Viktor Frankl i, at selv i den mest absurde, smertefulde og umenneskelige situation har livet en mening – og derfor har lidelsen også en mening.
Emmy van Deurzen mener, at den eksistentielle terapis formål er at hjælpe klienten med at "se sine paradokser i øjnene" , "byde angsten velkommen" og "leve beslutsomt ud fra sit eget centrum" . Emmy van Deurzen udvider den schweiziske psykiater Ludwig Binswangers tre eksistentielle dimensioner til fire, ved at tilføje en værdi- og ideologiorienteret dimension kaldet "oververden" (Überwelt): en åndelig dimension, der er "den enkeltes forbindelse med tilværelsens abstrakte og absolutte aspekt". Flere andre forfattere har set på den åndelige dimension i den eksistentielle terapi.

### Organisation og ledelse
Åndsbegrebet kan have en betydningsfuld rolle i organisation og ledelse, og det henviser ofte til organisationens kultur, værdier, formål og den overordnede atmosfære eller tone inden for arbejdspladsen.
Ånden i en organisation betegner ofte til dens kultur, som er den samlede opfattelse af, hvordan tingene gøres, og hvilke værdier der er vigtige. En positiv ånd eller kultur kan ifølge flere forfattere fremme samarbejde, engagement og innovation. Organisationer, der værdsætter åndelige elementer som tillid, respekt og ansvarlighed, kan skabe en mere givende arbejdsoplevelse for medarbejderne.
Når det kommer til emnet ledelse og ånd, er der flere forfattere, der har bidraget med tanker og teorier. Disse forfattere fokuserer ofte på at integrere åndelige principper, værdier eller dybere formål i ledelsespraksis. Ifølge nogle af disse forfattere kan ledere påvirke organisationens ånd gennem deres ledelsesstil. Inspirerende ledelse, der fremmer tillid, åbenhed og støtte, kan således bidrage til en positiv organisatorisk ånd. Ledere, der demonstrerer empati, lytter til medarbejderne og fremmer en sund balance mellem arbejde og liv, kan skabe et mere positivt og åndeligt arbejdsmiljø.
I det 21. århundrede er der generelt kommet mere fokus på ånd og åndelighed i erhverslivet. Åndlige forhold bliver således inddraget i stigende grad i organisation og ledelse. I USA begyndte denne strømning allerede i 1920'erne. De senere år er der blevet udgivet stadig flere bøger om emnet over hele den vestlige verden, og nogle har talt om et nyt åndeligt paradigme inden for lederskab og organisation.

### Pædagogik
Åndelig pædagogik sætter fokus på pædagogik som åndelig praksis. Den danske teolog N. F. S. Grundtvig mente, at mennesket både var materie og ånd. Skolen skulle i den forbindelse være præget af åndsfrihed, der indebærer tanke- og religionsfrihed. Det var vigtigt, at skolen var for livet og knyttet til erfaringen:
Død er al mulig bogkundskab, som ikke sammensmelter med et tilsvarende liv hos læseren, og åndsfortærende, dræbende, er ikke blot mathematiken og grammatiken, men alt betydeligt hovedbrud for mennesket i barnealderen, før hjernen med det øvrige legeme er ret udviklet, og førend livet, det indvortes såvel som det udvortes, er blevet os så vidt bekjendt, at vi kan genfinde det i beskrivelsen og føle en naturlig lyst til at oplyses om dets vilkår.”
Grundtvig lagde navn til grundtvigianismen og var en af initiativtagerne til folkehøjskolen. Grundtvig mente, at undervisningen ikke skulle bygges på bøgerne, men på det levende talte ord. Undervisningens indhold skulle være "historisk-poetisk", og skolen for livet skulle blive til i mødet mellem lærer og elev. Målet var livsoplysning.
Grundtvigs tankegang har blandt andet fået betydning for ideen om åndsfrihed, der er en vigtig del af den danske folkeskole. Åndsfrihed er det modsatte af censur, og forskere som Thomas Illum Hansen har påpeget, at ideen er vigtig for dannelse. Teologien K. E. Løgstrup anvendte begrebet tilværelsesoplysning om den undervisning, der kaster lys over menneskers liv. Det betød, at skolens formål ikke kun var forberedelse til arbejdsmarkedet. I Danmark har flere andre forfattere bestræbt sig på at tage højde for åndens betydning i pædagogikken.
Åndelig vejledning har været en del af pædagogik siden antikken, og den optræder blandt andet hos Johann Comenius. Nogle forbinder åndelig vejledning med en særlig form for åndelig dannelse.

### Religion
Inden for religion hænger ånd tæt sammen med begrebet spiritualitet. ”Ånd” bruges undertiden synonymt med ”sjæl”, altså om den ikke-fysiske del af mennesket. Undertiden skelnes der mellem ”ånd” og ”sjæl” på den måde, at der tales om "ånd" i forbindelse med tænkning og fornuft, mens der tales om "sjæl" i forbindelse med følelser og reaktioner.
I nogle religioner findes der forestillinger om ”højere” ånder, som eksisterer i den åndelige dimension, og som har særlige funktioner. Det kan være væsener som åndelige vejledere, engle, skytsånder og onde ånder.
Tillægsordet ”åndelig” bruges ofte i forbindelse med en søgen efter mening med tilværelsen. Eksempler herpå er udtrykkene ”åndelige spørgsmål”, ”åndelige strømninger” og ”åndelig søgen”.

### Kristendommen
Åndedræt er i kristendommen forbundet med liv. ”Ånd” er således noget, der er absolut nødvendigt for livets opretholdelse. I Bibelen ses denne sammenhæng tydeligt. Se for eksempel 1. Mosebog, 2,7: ”Da formede Gud Herren mennesket af jord og blæste livsånde i hans næsebor, så mennesket blev et levende væsen” (kan også oversættes: ”så mennesket blev en levende sjæl”). ”Ånd” er således noget bevægende og energifyldt.
Senere skete der en glidning i betydningen, således at ”ånd” oftere blev synonym med ”sjæl”. Et eksempel på betydningen "sjæl" er Markusevangeliet, 2,8, hvor der står, at ”Jesus i sin ånd straks vidste”, hvad de skriftkloge tænkte i en bestemt situation. Der kan også henvises til Jesus´ sidste ord på korset: ”Fader, i dine hænder betror jeg min ånd.” (Lukasevangeliet 23,46)
Helligånden er Guds ånd. Den er en del af den hellige treenighed (Faderen, Sønnen og Helligånden) og er som en slags stedfortræder for Jesus Kristus. Kristendommen lærer, at når man bliver frelst og bestemmer, at man vil have Jesus i sit hjerte, strømmer Helligånden ind i en og den gør en stærk i troen. Særlig Pinsebevægelsen lægger megen vægt på Helligåndens kraft og mener, at det er vigtigt at bruge de gaver, som man kan få fra Ånden: tungetale, profetier osv.)
Martin Luther er kendt for, at han skelnede mellem det åndelige og det verdslige, og det gør han i skriftet "Om verdslig øvrighed" fra 1523. Dette har relevans for forholdet mellem kirke og stat, hvor der er to styreformer (regimenter): det åndelige regimente og det verdslige regimente. Kirken udøver det åndelige regimente, mens staten udøver det verdslige regimente. Begge regimenter er indsat af Gud, men de har myndighed på forskellige områder. Det åndelige regimente har myndighed over det åndelige, over det indre menneske (sjælen, troen). Det verdslige regimente har myndighed over det ydre menneske (legemet).

I Danmark er Søren Kierkegaard og N. F. S. Grundtvig kendt som vigtige repræsentanter for den kristne åndelighed eller spiritualitet. Hvor Kierkegaard lagde vægt på den individuelle dimension, lagde Grundtvig større vægt på det kollektive. Grundtvigs teologi tog dog for alvor fart, da han selv fik en åndelig vækkelse. Kierkegaards eksistensfilosofi kredsede omkring menneskets forskellige "stadier på livets vej". Han definerer menneskets ånd således: 
"Mennesket er Aand. Men hvad er Aand? Aand er Selvet. Men hvad er Selvet? Selvet er et Forhold, der forholder sig til sig selv, eller er det i Forholdet, at Forholdet forholder sig til sig selv; Selvet er ikke Forholdet, men at Forholdet forholder sig til sig selv. Mennesket er en Synthese af Uendelighed og Endelighed, af det Timelige og det Evige, af Frihed og Nødvendighed, kort en Synthese. En Synthese er et Forhold mellem To. Saaledes betragtet er Mennesket endnu intet Selv." 
Det religiøse er Kierkegaards sidste stadie, som er opdelt i to former: 1) Religiøsiteten A. Dette er den konforme og ukrævende religiøsitet, hvor personen trofast går i kirke, beder sin aftenbøn – men mere af rutine end af eget valg. Ifølge Kierkegaard er denne form for religiøsitet ikke acceptabel, da man ikke tager stilling selv, men snarere bliver styret af religionen som institution (jf. Kierkegaards kritik af folkekirken). 2) Religiøsiteten B. Den lidenskabelige og åndeligt krævende tro er det ultimative stadie, hvor personen indser det paradoksale og absurde i det kristne gudsbegreb: Gud fødes som menneske (Jesus) for at dø på korset og opstår igen, så menneskeheden frelses fra dens synder. Set fra et helhedsperspektiv handler det om at opnå en selverkendelse og selvindsigt, som bevæger sig på et metafysisk og abstrakt plan og skal accepteres af den, du er, før man groft sagt finder "mening".
I 2023 blev Center for Videnskab og Tro oprettet på Københavns Universitet under Det Teologiske Fakultet. Centret skal blandt andet forske i åndelige behov og spirituel sundhed. Professor er Niels Henrik Gregersen.
Åndelig vejledning og omsorg er ofte en vigtig del af virket for mange præster, der hører til kirken. Området går langt tilbage i historien og har flere overlap med sjælesorg.

### Naturforståelse
H.C. Ørsted anvendte "ånd" om den formløse, men allestedsnærværende fornuft, som giver naturens dens love.

### Videnskab og forskning
Inden for den tyske videnskabelige tradition vinder begrebet åndsvidenskab allerede frem fra slutningen af 1700-tallet, og flere repræsentanter for den tyske idealisme som fx Friedrich Schlegel forstår åndsvidenskab (tysk Geisteswissenschaft) som et synonym for filosofi. Den klassiske betydning af åndsvidenskab opstår især med den tyske filosof Wilhelm Dilthey, der forstår åndsvidenskaberne som humaniora, samfundsfagene og teologi, der er afgrænset fra naturvidenskaberne. Idag betones betydningen af åndsvidenskaben blandt andet af den tyske filosof Markus Gabriel.
Den amerikanske psykolog og filosof William James viste som den første i bogen The Varieties of Religious Experience: A Study in Human Nature, at det er muligt at lave moderne forskning i åndelige erfaringer . I dag foregår der forskning i spirituelle og religiøse erfaringer ved mange universiteter verden over. I 2017 opstod forskningsgruppen ”Eksistentiel og Åndelig Omsorg” ved Forskningsenheden for Almen Praksis på Syddansk Universitet.